# جيمس جيلكريست
جيمس جيلكريست (بالإنجليزية: James Gilchrist)‏ هو مغني ومغني أوبرا بريطاني، ولد في 1966.

## وصلات خارجية
- جيمس جيلكريست على موقع ميوزك برينز (الإنجليزية)
- جيمس جيلكريست على موقع أول ميوزيك (الإنجليزية)
- جيمس جيلكريست على موقع ديسكوغز (الإنجليزية)